# Diana Wind
Diana A. Wind (Peterborough, 22 oktober 1957) is een Nederlands kunsthistorica. Zij was ruim twee decennia directeur van het Stedelijk Museum Schiedam (1995 – 2016), dat onder haar leiding grootschalig werd opgeknapt en verzelfstandigd. Tevens is zij samen met Arno Kramer auteur van het boek All About Drawing. 100 Nederlandse kunstenaars, dat als standaardwerk over hedendaagse Nederlandse tekenkunst geldt. Sinds 2019 is zij curator hedendaagse kunst bij Museum Rijswijk waar zij onder meer verantwoordelijk is voor de organisatie van de internationale Papier en Textiel Biënnale.  

## Biografie
Wind studeerde kunstgeschiedenis, bedrijfskunde en marketing aan de Vrije Universiteit in Amsterdam. Al tijdens haar studie werkte ze op de afdeling Communicatie van het Stedelijk Museum Amsterdam (1987 – 1989). Vervolgens werd zij Hoofd Marketing bij de Dienst Kunst & Cultuur in Groningen. Onder deze gemeentelijke afdeling vielen de instellingen Stadsschouwburg, De Oosterpoort, het Centrum Beeldende Kunst en later de Martinihal. 
In 1992 startte Wind als zelfstandig cultureel ondernemer met het marketingbureau Aurelius. Zij werkte in opdracht van onder andere de Federatie Kunstuitleen en Senf Theaterpartners totdat zij aantrad als directeur van het Stedelijk Museum Schiedam (1995 – 2016). Tijdens haar functie bij het Stedelijk Museum Schiedam was zij verantwoordelijk voor de verbouwingen van het museum en de verzelfstandiging. In 2011 heeft Wind de onderscheiding Ridder in de orde van Oranje Nassau ontvangen voor haar inzet voor het museum en voor haar vele publieke functies.
Wind is onder meer bestuurslid geweest van de Museumvereniging (2009-2014) en Museumkaart (2009-2013) en was als lid van de commissie Musea van de Raad voor Cultuur (2012/2013) medeverantwoordelijk voor de ontwikkeling van de Museumvisie: Ontgrenzen en Verbinden. 
Ook is zij juryvoorzitter Impulsgeldenregeling Kunstloc Brabant (2017-); voorzitter commissie Beeldende Kunst & Fotografie bij de RRKC, Kunstenplan 2021 - 2024; voorzitter van Stichting Theater of Wrong Decisions (2017-); stichting RAM Foundation (2011-); the Dutch Institute of Food & Design (2017-2018); en commissielid van Een wereld te winnen, gemeente Tilburg (2018-2020). 

## Exposities, een selectie
- 1997. De Gouden Eeuw van Schiedam, 1598 - 1795. Stedelijk Museum Schiedam[9]
- 2007. Lucebert. Schilder, Dichter, Fotograaf. Stedelijk Museum Schiedam[10]. Ook tentoongesteld in Museum Danubiana, Bratislava[11].
- 2008. Verloren Paradijs. Monumentaal Tekenen. Stedelijk Museum Schiedam[12]
- 2009. Virtuoze Zinsbegoochelingen. Stedelijk Museum Schiedam[13]
- 2011. All About Drawing. 100 Nederlandse tekenaars. Stedelijk Museum Schiedam, samen met Arno Kramer[4]
- 2016. Ritme & Regelmaat: 70 jaar abstractie in de kunst, 1945 - 2015. Gallerie Witteveen[14]
- 2020. Precious Paradise, Museum Rijswijk[15]
- 2021. Ian Berry. Splendid Isolation, Museum Rijswijk